# Tui (Pontevedra)
Pour les articles homonymes, voir Tui.
Tui est une commune de la province de Pontevedra en Galice (Espagne) appartenant à la comarque du Baixo Miño. La population recensée en 2007 est de 16 948 habitants. Tui est une ville frontière entre l’Espagne et le Portugal.

## Géographie

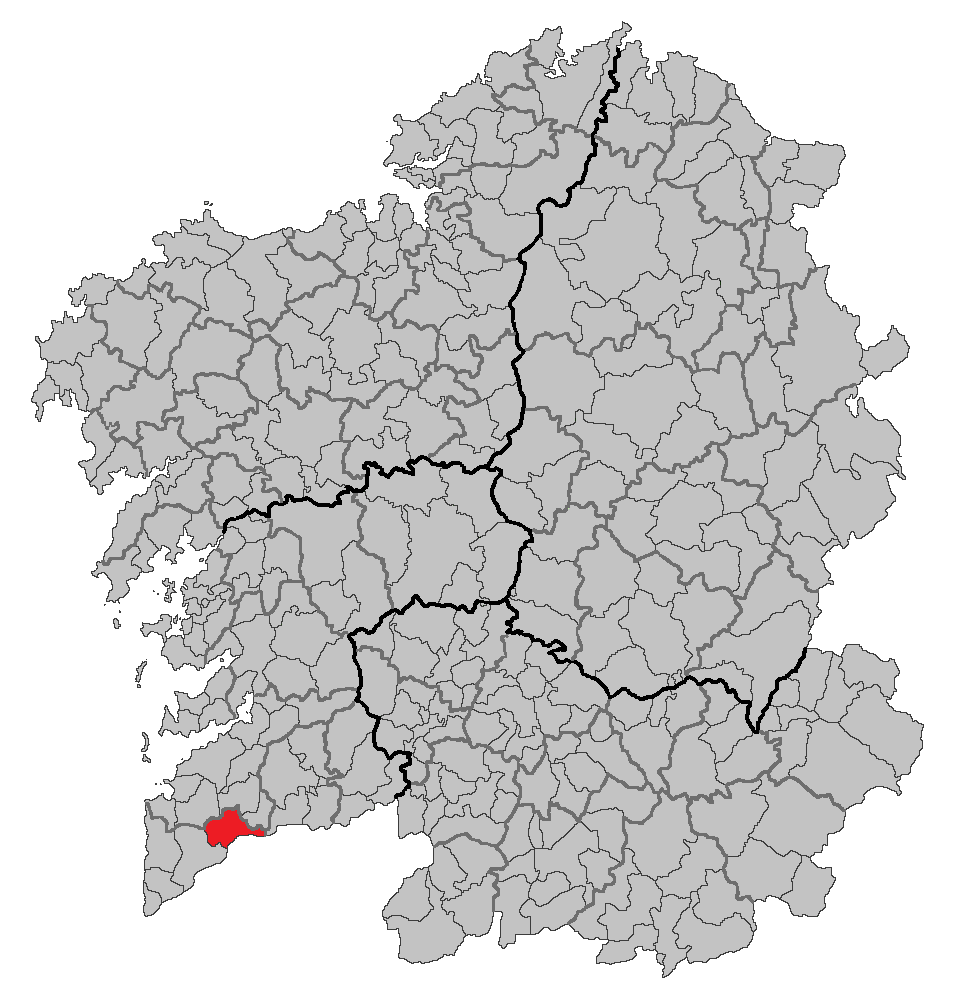
Localisation de Tui en Galice.

## Toponymie
Plusieurs textes de l'antiquité mentionnent la ville sous le nom de Castellum Tude et en attribuent la fondation mythologique à Diomède, un des héros de la guerre de Troie, qui aurait nommé la ville en hommage à son père, Tydée.

## Histoire
La construction d’une autoroute a mis au jour des vestiges d’occupation humaine datés du paléolithique inférieur. 
Le roi wisigoth Wittiza y installa sa cour au début du VIIIe siècle. 
La cité fut attaquée par les Vikings au début du XIe siècle. 
En 1809, la ville fut prise par les troupes du Maréchal Soult, lors de la deuxième invasion du Portugal.
La ville a été la capitale de la province historique de Tui, l’une des sept provinces de l’époque moderne de la Galice avant la réorganisation territoriale de 1833 en quatre provinces.

## Politique et administration

### Mairie
| Période              | Période  | Identité                   | Étiquette                            | Qualité |
| -------------------- | -------- | -------------------------- | ------------------------------------ | ------- |
| 2019 (réélu en 2023) | En cours | Enrique Cabaleiro González | Parti des socialistes de Galice-PSOE |         |

### Jumelage
- Frómista, Castille-et-León  Espagne

## Population et société

### Démographie
| 1877   | 1887   | 1897   | 1900   | 1910   | 1920   | 1930   | 1940   | 1950   |
| ------ | ------ | ------ | ------ | ------ | ------ | ------ | ------ | ------ |
| 12 039 | 11 462 | 11 524 | 11 631 | 12 907 | 13 484 | 12 602 | 14 012 | 13 738 |

| 1960   | 1970   | 1981   | 1991   | 2001   | 2004   | 2006   | 2009   | 2021   |
| ------ | ------ | ------ | ------ | ------ | ------ | ------ | ------ | ------ |
| 13 331 | 13 189 | 15 076 | 15 242 | 16 042 | 16 303 | 16 948 | 17 662 | 17 488 |

### Manifestations culturelles et festivités
Fête patronale : du Samedi saint au lundi de la saint Elme (lundi après Pâques).

### Cultes
La ville est le siège de l’évêché de Tui-Vigo. Luis Quinteiro Fiuza en est l'évêque depuis 2010. Le saint patron de la ville est San Telmo.

## Économie
Le secteur des services représente l'activité principale de la ville de Tui, avec une part de 70 % du total de l'activité économique. Le secteur de l'industrie représente 20 %.

## Culture locale et patrimoine

### Lieux et monuments
- La cathédrale de Tui commencée vers 1095 dans le style roman, a été complétée au cours du XIIe siècle par des éléments gothiques inspirés des cathédrales de Chartres, Laon, Sens et de Senlis.
- Le musée du diocèse Tui-Vigo (Museo e Arquivo Histórico Diocesano) est un ancien hôpital de pauvres et de pèlerins construit en 1796. Le musée possède des pièces provenant du castro de Santa Trega, situé dans la commune voisine de A Guarda.
- Le pont international réalisé au début du XXe siècle par Pelayo Mancebo disciple de Gustave Eiffel sur le fleuve Miño est l’un des deux ponts de la ville qui relient l’Espagne et le Portugal.

### Pèlerinage de Compostelle
La ville est située sur le Camino portugués, un des chemins secondaires du pèlerinage de Saint-Jacques-de-Compostelle. À 107 kilomètres avant Saint-Jacques-de-Compostelle, la ville est le point de départ de la distance minimale pour les pèlerins qui souhaitent obtenir la Compostela, le certificat officiel de pèlerinage délivré par la cathédrale de Saint-Jacques-de-Compostelle.

### Personnalités liées à la commune
- Pierre Gonzalez (1190-1246), dit aussi Elme (San Telmo) : saint dominicain mort à Tui, patron de la ville ;
- François Sanchez (1550-1623) : médecin et philosophe né à Tui ;
- José Calvo Sotelo (1893-1936) : homme politique né à Tui ;
- Josefa García Segret (1900-1986) : institutrice républicaine espagnole incarcérée dans la prison centrale de Saturraran, à Mutriku, née à Tui.
- Lúcia dos Santos (1907-2005) : religieuse et visionnaire de Notre Dame de Fatima
- Alfonso Álvarez Gándara (1939-) : avocat et homme politique né à Tui ;
- Mario Conde (1948-), banquier célèbre de l'affaire Banesto, né à Tui ;
- Gustavo Rodríguez Iglesias (1979-) : cycliste né à Tui.